# Rugby Rovigo Delta
El Rugby Rovigo Delta es un equipo de rugby de Italia de la ciudad Rovigo (región del Véneto).
Compite actualmente en el Top10, la liga italiana de rugby, categoría de rugby en Italia del nivel máximo.

## Historia
El club fue fundado en 1935 por el estudiante de medicina Dino Lanzoni, quien descubrió el rugby en la universidad.
Rápidamente se convirtió en uno de los equipos italianos más fuertes y ganó 15 títulos entre 1951 y 2025. 
Nunca ha descendido de la máxima categoría del rugby italiano. 

## Palmarés
- Campeonato Italiano de Rugby (15): 1950-51, 1951-52, 1952-53, 1953-54, 1961-62, 1962-63, 1963-64, 1975-76, 1978-79, 1987-88, 1989-90, 2015-16,  2020-21, 2022-23, 2024-25

- Copa Italiana de Rugby (2): 2019-20, 2024-25

## Jugadores Internacionales
- Andrea Bacchetti (Italia)
- Leonardo Sarto (Italia)
- Alberto Chillon (Italia)
- Nicola Quaglio (Italia)
- Giacomo Nicotera (Italia)

### Jugadores Internacionales con Selecciones A
- Entienne Swanepoel (Italia A)
- Giacomo Da Re (Italia A)
- Emanuele Leccioli (Italia A)
- Matteo Ferro (Italia A)
- Edoardo Lubian (Italia A)
- Davide Ruggeri (Italia A)
- Facundo Ferrario (Argentina A)